# Befana

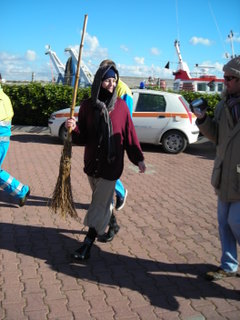
Befana w Campomarino di Maruggio

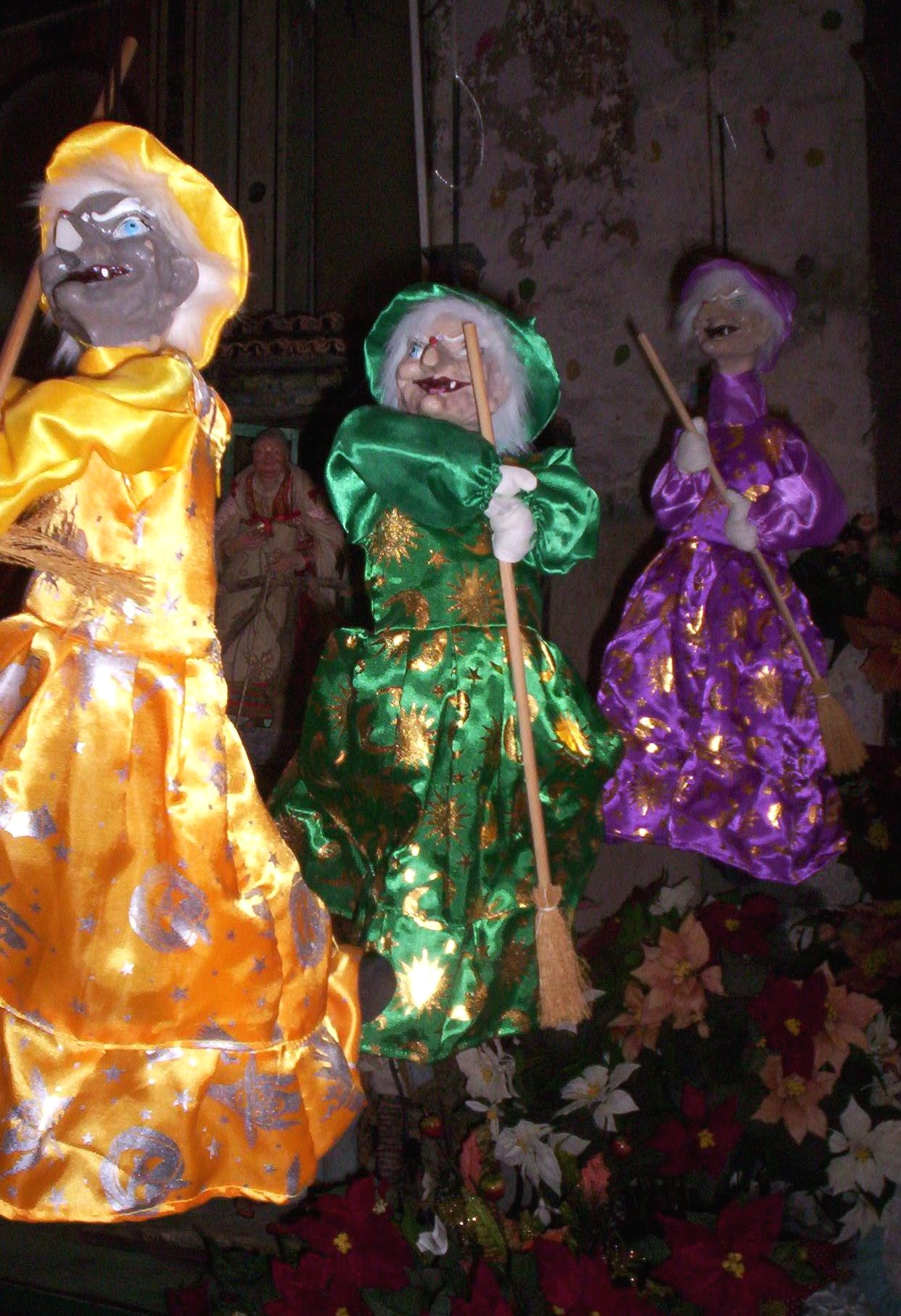
Lalki z wyobrażeniem Befany

Befana – wróżka o wyglądzie wiedźmy, dosyć złośliwa, która w tradycji włoskiej przynosi dzieciom prezenty w związku z Bożym Narodzeniem. Pełni tę samą rolę, co święty Mikołaj. Dzieci oczekują prezentów od Befany w noc z 5 na 6 stycznia w Święto Trzech Króli. Pochodzenie jej imienia ma przypuszczalnie związek z epifanią, czyli aktem objawienia.
Befana jest staruszką z długim, zakrzywionym nosem. Ubrana jest w postrzępione i brudne rzeczy. Głowę ma przewiązaną szalem lub chustką. Lata na miotle, wchodzi do domów przez komin i zostawia w skarpecie prezenty. Dzieci, które chcą się jej przypodobać powinny zostawić na stole przed snem mandarynkę, pomarańczę lub kieliszek wina. Dzieciom mówi się, że jeżeli nie będą grzeczne, to wiedźma Befana włoży im do świątecznej skarpety węgiel, popiół, cebulę lub czosnek.
Legenda głosi, że Trzej Królowie powiedzieli Befanie o narodzeniu Jezusa, jednak nie zdążyła ona na jego powitanie, ponieważ zgubiła się. Od tego czasu Befana, latając na miotle, zostawia prezenty w każdym domu, w którym mieszka dziecko, na wypadek, gdyby był w nim Jezus.

## Święto
Co roku 6 stycznia (dzień wolny od pracy) w Rzymie na Piazza Navona odbywa się święto dla dzieci pod nazwą „Befana”, a związane z postacią wróżki. Stawiane są stragany, na których sprzedaje się lalki wiedźmy na miotle, ozdoby świąteczne i skarpety na prezenty, organizuje się zabawy, rozdaje słodycze. Według danych statystycznych w 2005 r. Włosi wydali na prezenty z okazji Befany 750 milionów euro, a średnia wartość prezentów włożonych do jednej skarpety to 68 euro.